# Acacia longispicata
Acacia longispicata é uma espécie de leguminosa do gênero Acacia, pertencente à família Fabaceae.